# オタク系バンド
オタク系バンド (おたくけいばんど、略称:「オタバンド」「オタバン」など) とは、アニメソングなどの音楽で活躍するバンドの一部をさす言葉。ダメ系とも呼ばれる。

## 概要
その名の通り、"オタク系"と呼ばれるひとたちによるアニメソングやゲームソングのコピーバンドを主に指す。
既存の音楽をそのまま演奏する事 (コピー) もあれば、自己流にアレンジしたり (カバー)、オマージュ作品を手がけたり (二次創作) する。またアニメソングに影響を強く受けたオリジナル作品もある。
活動の中心地は大抵首都圏中心部に集中している。ライブ活動もロックフェスやJ-POPイベントよりアニメ系やアイドル系の場が多い。
アニメで使われる曲は楽譜やバンドスコアが発売されていないものが多く、そういった際バンドメンバーは曲を演奏するには耳コピをするしかなく、高度な技術や複雑な構成が用いられていることも多い。そのため、オタク系バンドに入って楽器を演奏するために耳コピができる音感や技術が必須条件になっていることが少なくない。
近年はYouTubeやニコニコ動画などの動画共有サービスに楽曲のコピー、カバーをしている動画が投稿されることも多い。